# Liste niederländischer Schriftsteller
Niederländische Schriftsteller sind

## A
- Abraham Jacob van der Aa (1792–1857)
- Bertus Aafjes (1914–1993), Schriftsteller
- Gerrit Achterberg (1905–1962), Dichter
- Robert Anker (1946–2017)
- Joseph Alberdingk Thijm (1820–1889), Dichter und Novellist
- Hanny Alders (1946–2010), Schriftstellerin
- Jo van Ammers-Küller (1884–1966)
- René Appel (* 1945), Schriftsteller, Krimiautor
- Armando (1929–2018)
- Henri Arnoldus (1919–2002)

## B
- Albert Cornelis Baantjer (1923–2010)
- Caspar van Baerle (1584–1648)
- Gerbrand Bakker (* 1962)
- Frans Becker (* 1948)
- Nicolaas Beets (1814–1903)
- Kees van Beijnum (* 1954)
- Elizabeth Bekker (1738–1804)
- Jacobus Bellamy (1757–1786), Dichter
- Abdelkader Benali (* 1975)
- Marjan Berk (* 1932)
- J. Bernlef (1937–2012)
- Wim de Bie (1939–2023)
- J.M.A.Biesheuvel (1939–2020)
- Anna Bijns (1493–1575)
- Alfred Birney (* 1951)
- Jan Blokker (1927–2010)
- Abraham Bogaert (1663–1727)
- Godfried Bomans (1913–1971)
- Jan Boon, Pseudonyme Tjalie Robinson und Vincent Mahieu (1911–1974)
- Louis Paul Boon (1912–1979)
- Ferdinand Bordewijk (1884–1965)
- Anne Borsboom (* 1948)
- Machiel Bosman (* 1972)
- Menno ter Braak (1902–1940)
- Hugo Brandt Corstius (1935–2014)
- Anneke Brassinga (* 1948)
- Gerbrand Adriaenszoon Bredero (1585–1618)
- Martin Bril (* 1959)
- Jan ten Brink (1834–1901)
- H. M. van den Brink (* 1956)
- Jeroen Brouwers (1940–2022)
- Til Brugman (1888–1958)
- Dick Bruna (1927–2017)
- Boudewijn Büch (1948–2002)
- Andreas Burnier (1931–2002)
- Conrad Busken Huet (1826–1886)
- Peter Buwalda (* 1971)

## C
- Remco Campert (1929–2022)
- Simon Carmiggelt (1913–1987)
- Martine Carton (1944)
- Jacob Cats (1577–1660)
- Bart Chabot (* 1954)
- Dietrich Coelde (um 1435–1515)
- Anton Levien Constandse (1899–1985)
- Louis Couperus (1863–1923)
- Rie Cramer (1887–1977)
- Stasia Cramer (* 1954)
- Jan Cremer (1940–2024)

## D
- Meindert DeJong (1906–1991), Kinderbuchautor
- Miep Diekmann (1925–2017)
- Adriaan van Dis (* 1946)
- A. den Doolaard (1901–1994)
- Renate Dorrestein (1954–2018)
- Tonke Dragt (1930–2024), Kinder- und Jugendbuchautorin
- Roel van Duijn (* 1943), Provo-Aktivist, Politiker
- Anton van Duinkerken (1903–1968)
- Jessica Durlacher (* 1961)

## E
- Frederik van Eeden (1860–1932)
- Willem Elsschot (1882–1960)
- Marcellus Emants (1848–1923)
- Anna Enquist (* 1945)
- Stephan Enter (* 1973)
- Rob van Essen (* 1963)

## F
- Michel Faber (* 1960)
- Jan Fabricius (1871–1964)
- Johan Fabricius (1899–1981)
- Maxim Februari (* 1963)
- Willem Godschalck van Focquenbroch (≈1630–1670)
- Herman Franke (1948–2010)
- Carl Friedman (1952–2020)

## G
- Wilma Geldof (* 1962)
- Ida Gerhardt (1905–1997)
- Esther Gerritsen (* 1972)
- Wim Gijsen (1933–1990)
- Irina van Goeree (1924–2020)
- Geert Groote (1340–1384), Autor religiöser Schriften und Theologe
- Arnon Grünberg (* 1971)
- Robert van Gulik (1910–1967)

## H
- Jacob Haafner (1754–1809)
- Jacob Israël de Haan (1881–1924)
- Hella Haasse (1918–2011)
- Kees ’t Hart (* 1944)
- Maarten ’t Hart (* 1944)
- Jan de Hartog (1914–2002)
- George Frans Haspels (1864–1916)
- Sanneke van Hassel (* 1971)
- Martha Heesen (* 1948)
- Detlev van Heest (* 1956)
- A. F. Th. van der Heijden (* 1951)
- Herman Heijermans (1864–1924)
- Toine Heijmans (* 1969)
- Willem Frederik Hermans (1921–1995)
- Judith Herzberg (* 1934)
- Johan Adriaan Heuff (1843–1910)
- Nienke van Hichtum (1860–1939)
- Henk Hofland, Pseudonym S. Montag (1927–2016)
- Dirk van Hogendorp (1761–1822)
- Bregje Hofstede (* 1988)
- Xaviera Hollander (* 1943)
- Pieter Corneliszoon Hooft (1581–1647)
- F.B. Hotz (1922–2000)
- Constantijn Huygens (1596–1687)

## J
- Arthur Japin (* 1956)
- Adrianus Michiel de Jong (1888–1943)
- Oek de Jong (* 1952)
- Lieve Joris (* 1953), Reiseerzählerin

## K
- Frans Kellendonk (1951–1990)
- Mensje van Keulen (* 1946)
- Willem Kloos (1859–1938)
- Herman Koch (* 1953)
- Marie Koenen (1879–1959)
- Enne Koens (* 1974)
- Sander Kollaard (* 1961)
- Gerrit Komrij (1944–2012)
- Kees van Kooten (* 1941)
- Alfred Kossmann (1922–1998)
- Tim Krabbé (* 1943)
- Guus Kuijer (* 1942)
- Marco Kunst (* 1966)

## L
- Dick Laan (1894–1973)
- Aart van der Leeuw (1876–1931)
- Joke van Leeuwen (* 1952)
- Jacob van Lennep (1802–1868)
- Tomas Lieske (* 1943)
- Isaac Lipschits (1930–2008)
- Tessa de Loo (* 1946)
- Walter Lucius (* 1954)
- Joris Luyendijk (* 1971)
- Levi van Leeuwen (* 1977)

## M
- Georgius Macropedius (1487–1558)
- Geert Mak (* 1946)
- Herman de Man (1898–1946)
- Philip Markus (* 1956)
- Vonne van der Meer (* 1952)
- Ischa Meijer (1943–1995)
- Doeschka Meijsing (1947–2012)
- Erik Menkveld (1959–2014)
- Jan van Mersbergen (* 1971)
- Anja Meulenbelt (* 1945)
- Arjen Miedema (1879–1959)
- Marcel Möring (* 1957)
- Margriet de Moor (* 1941)
- Adriaan Morriën (1912–2002)
- Hans Münstermann, (* 1947)
- Harry Mulisch (1927–2010)
- Multatuli (Eduard Douwes Dekker, 1820–1887)

## N
- Gerarda van Nes-Uilkens (1877–1952)
- Jan Nolet de Brauwere van Steeland (1815–1888), niederländisch-flämisch
- Cees Nooteboom (* 1933), Romanautor und Reiseschriftsteller

## O
- Dorinde van Oort (* 1946)
- Johannes d’Outrein (1662–1722)
- Kees Ouwens (1944–2004)

## P
- Connie Palmen (* 1955)
- Gustaaf Peek (* 1975)
- David Pefko (* 1983)
- Rascha Peper (1949–2013)
- E. du Perron (1899–1940)
- Ilja Leonard Pfeijffer (* 1968)
- Chaja Polak (* 1941)

## Q
- Anton Quintana (1937–2017)

## R
- Gerard Reve (1923–2006), Romanautor
- Lucas Rijneveld (* 1991)
- Jaap Robben (* 1984)
- Astrid Roemer (* 1947)
- Adriaan Roland Holst (1888–1976)
- Henriette Roland Holst-van der Schalk (1869–1952)
- Renate Rubinstein (1929–1990)
- Helga Ruebsamen (1934–2016)
- Piet Ruys Krimiautor (1895–1981)

## S
- Arthur van Schendel (1874–1946)
- Jakob van Schevichaven (1866–1935)
- K. Schippers (1936–2021)
- Annie M.G. Schmidt (1911–1995)
- Anna Maria von Schürmann (1607–1678)
- Johannes Secundus (1511–1536), Neulateiner
- Anja Sicking (* 1965)
- Jan Siebelink (* 1938)
- Jan Jacob Slauerhoff (1898–1936)
- Baruch de Spinoza (1632–1677)
- Gerhard Willem Spitzen, Pseudonym: Geert Teis (1864–1945)
- F. Springer (1932–2011)
- Peter van Straaten (1935–2016)
- Hélène Swarth (1859–1941)

## T
- P.F. Thomése (* 1958)
- Inge Tielman (1931–2015)
- Hendrik Tollens (1780–1856)
- Florence Tonk (* 1970)
- Willem van Toorn (1935–2024), bedeutender Lyriker, Romanautor

## U
- Manon Uphoff (* 1962)

## V
- Arjen van Veelen (* 1980)
- Herman van Veen (* 1945)
- Dolf Verroen (* 1928), Kinderliteratur
- Wytske Versteeg (* 1983), Schriftstellerin und Essayistin
- Albert Verwey (1865–1937), Lyriker und Essayist
- Simon Vestdijk (1898–1971)
- Simon Vinkenoog (1928–2009), Schriftsteller und Dichter
- Simone van der Vlugt (* 1966)
- Joost van den Vondel (1587–1679), Dichter, Dramatiker
- Ida Vos (1931–2006)
- Anne de Vries (1904–1964)
- Theun de Vries (1907–2005)

## W
- Levi Weemoedt (* 1948)
- Niña Weijers (* 1987)
- Christiaan Weijts (* 1976)
- Janwillem van de Wetering (1931–2008)
- Lodewijk Willem Henri Wiener (* 1945)
- Tommy Wieringa (* 1967)
- Willem Wilmink (1936–2003)
- Leon de Winter (* 1954)
- Anna Christina Witmond-Berkhout (1870–1899)
- Betje Wolff (1738–1804)
- Jan Wolkers (1925–2007)
- Maartje Wortel (* 1982)

## Z
- Willem van Zadelhoff (* 1958)
- Jan de Zanger (1932–1991)
- Koos van Zomeren (* 1946)
- Belle van Zuylen (1740–1805)
- Joost Zwagerman (1963–2015)